# Ejálet Rumélie
Ejálet Rumélie (turecky Eyalet-i Rumeli) byla provincie (ejálet) Osmanské říše. Existovala v letech 1365–1867. Rozkládala se téměř po celém Balkánu, tedy na území které Turci nazývali Rumélie (Rumeli). Šlo o největší provincii Osmanské říše vůbec, největší území zabírala v 17. století; s ústupem Osmanů z Evropy v 19. století se však postupně zmenšovala. V polovině 19. století měla rozlohu 124,630 km2 žilo v ní 2,7 milionu obyvatel. Provincii založil sultán Murad I. V letech 1362–1530 bylo jejím hlavním městem thrácké Edirne (tehdy Adrianopolis), v letech 1530–1836 Sofie a v období 1836–1867 dnešní Bitola (tehdy Monastir). Ejálet zasahoval na území dnešních států Bulharsko, Severní Makedonie, Bosna a Hercegovina, Albánie, Řecko, Srbsko a Turecko. Ke známým vládcům patřil Mehmed Paša Sokolović (nástup okolo 1551) a Ali Paša Janinský (1793).